# Leptophatnus simplex
Leptophatnus simplex är en stekelart som beskrevs av Heinrich 1967. Leptophatnus simplex ingår i släktet Leptophatnus och familjen brokparasitsteklar. Inga underarter finns listade i Catalogue of Life.